# 大阪トヨタ自動車
大阪トヨタ自動車株式会社（おおさかトヨタじどうしゃ）は、大阪府を販売エリアとするトヨタ店のディーラーである。通称は大阪トヨタ。
1927年3月、シボレー車（日本ゼネラル・モータース）を販売する豊国自動車株式会社として設立。戦後、トヨタ自動車販売（当時）のトヨペット店展開の際に大阪地区の特約店となり、商号を大阪トヨペット販売に変更した。
大阪と東京の大都市部においてトヨタは日産などに対抗できる有力ディーラーを確保出来なかったため、やむを得ず100％出資子会社のディーラーとして展開した中の一つである。
2006年8月8日に「大阪トヨペット株式会社」から社名を変更。逆に2006年8月7日まで現在の大阪トヨペットが「大阪トヨタ自動車株式会社」という社名であった（社名を交換した経緯については後述）。
2021年、トヨタ自動車はディーラーの地場資本化を進めるなかで保有している大阪トヨタの株式をトヨタ新大阪販売ホールディングスとトヨタカローラ南海に譲渡。レクサス事業については大阪トヨペットへ移管した。
2024年、大阪トヨタは2025年1月1日をもって、大阪府下北部エリアと南部エリアにおける事業を分社化（本分社化）することを決定、北部エリアは大阪トヨタNorthへ、南部エリアは大阪トヨタSouthへそれぞれ移管した。なお、North・Southの両社とも本社・本店の所在地はNorthと同じであるため、本項では併せて扱う。  

## 沿革
- 1927年 - 豊国自動車株式会社として設立[1]。
- 1956年 ‐ 大阪トヨペット販売株式会社に商号変更[1]。
- 1957年 - 大阪トヨペット株式会社に商号変更[1]。
- 1963年 - それまでの日本通運グループから、トヨタ自動車の直営会社となる[1]。
- 1992年 - DUO店開設。
- 2005年 - レクサス店開設。
- 2006年 - 大阪トヨタ自動車株式会社に商号変更[1]。
- 2021年
  - 1月 - 地場資本化により株主がトヨタ新大阪販売ホールディングス及びトヨタカローラ南海となる[1]。また、レクサス事業は大阪トヨペット[4]へ譲渡。
- 2022年 - 子会社である大阪トヨタ商事株式会社を吸収合併。

## 事業所
大阪トヨタNorthの新車取扱店（トヨタ店）
- 吹田店
  - 大阪市東淀川区下新庄6-9-22
- 野里店
  - 大阪市西淀川区姫里1-16-22
- 十三店
  - 大阪市淀川区新高1-9-35
- 旭店
  - 大阪市旭区高殿2-21-3
- 城東店
  - 大阪市城東区関目1-1-5
- 福島店
  - 大阪市福島区福島5-17-2
- 松屋町店
  - 大阪市中央区和泉町2-3-8
- 今宮店
  - 大阪市西成区中開1-2-3
- 西店
  - 大阪市西区川口2-6-11
- 池田店
  - 池田市木部町21-3
- サンテラス箕面
  - 箕面市粟生新家3-1-3
- サンテラス茨木
  - 茨木市東太田1-6-49
- 高槻店
  - 高槻市辻子2-1-7
- 千里店
  - 吹田市津雲台7-6D-133-101
- 空港店
  - 豊中市蛍池西町2-16-31
- サンテラス寝屋川
  - 寝屋川市葛原新町11-10
- 枚方店
  - 枚方市堂山東町1-27
- 交野店
  - 交野市森北1-1-5
- 163緑地北店
  - 守口市南寺方東通2-10-18
- 大東店
  - 大東市中垣内5-2-3

大阪トヨタSouthの新車取扱店（トヨタ店）
- 天王寺店
  - 大阪市天王寺区大道2-10-17
- 住之江店
  - 大阪市住之江区北加賀屋2-2-15
- 生野店
  - 大阪市生野区巽中1-25-2
- 東住吉店
  - 大阪市東住吉区今川5-1-24
- 中環平野店
  - 大阪市平野区長吉出戸7-1-18
- サンテラス布施
  - 東大阪市荒本西1-5
- 外環東大阪店
  - 東大阪市末広町25-14
- アリオ八尾店
  - 八尾市光町2-3
- 堺店
  - 堺市堺区北庄町2-1-23
- 松原店
  - 堺市東区八下町3-46
- 藤井寺店
  - 藤井寺市林1-17-13
- 柏原店
  - 柏原市石川町2-15
- 百舌鳥店
  - 堺市北区百舌鳥西之町2-543
- 鳳店
  - 堺市西区鳳東町6-570-2
- 富田林店
  - 富田林市寿町3-3-25
- 泉北店
  - 堺市南区三原台4-48-1
- 泉大津店
  - 泉大津市我孫子126-1
- サンテラス和泉中央
  - 和泉市いぶき野4-5-21
- 河内長野店
  - 河内長野市松ヶ丘中町1374-1
- 貝塚店
  - 貝塚市堤286
- 泉佐野店
  - 泉佐野市松原2-6-13

大阪トヨタNouthの中古車取扱店
- U-MEGALAND十三
  - 大阪市淀川区野中北1-3-17

## 現在の取り扱い車種
2020年5月現在
- ★が付与された車種は専売車種
- ☆が付与された車種は2020年4月30日以前は専売車種扱いで、同年5月1日より全てのトヨタ車両販売店の取扱に移行した車種
- ◎が付与された車種は2020年5月1日の全車種併売化に伴って取扱を開始した車種
- ◇が付与された車種は2020年4月30日以前は大阪地区においては大阪トヨペットでの取扱だった車種
- ×が付与された車種は全車種併売化の対象外となる車種

- センチュリー☆
- MIRAI×（トヨペット店と併売）
- クラウン☆
- カムリ◎（2020年4月30日まではトヨペット店・カローラ店・ネッツ店での取扱）
- プリウス（全てのトヨタ車両販売店で取扱う）[5]
- プリウスPHV（全てのトヨタ車両販売店で取扱う）
- カローラ◎（2020年4月30日まではカローラ店の専売）
- カローラアクシオEX◎（2020年4月30日まではカローラ店の専売）
- トヨタ教習車◎（2020年4月30日まではトヨペット店の専売）
- カローラツーリング◎
- カローラフィールダーEX◎
- 86（全てのトヨタ車両販売店で取扱う）
- スープラ（全てのトヨタ車両販売店で取扱う）
- カローラスポーツ◎（2020年4月30日まではカローラ店の専売
- GRカローラ
- アクア（全てのトヨタ車両販売店で取扱う）
- ルーミー（ダイハツ・トールのOEM、2020年4月30日までカローラ店と併売）
- ヤリス◎（2020年4月30日まではネッツ店の専売）
- パッソ◎（ダイハツ・ブーンのOEM、2020年4月まではカローラ店の専売）
- グランエース（全てのトヨタ車両販売店で扱う）
- ヴェルファイア◎（2020年4月30日まではネッツ店の専売）
- アルファード◎（2020年4月30日まではトヨペット店の専売）
- ノア◎（2020年4月30日まではカローラ店の専売）
- ヴォクシー◎（2020年4月30日まではネッツ店の専売）
- シエンタ（全てのトヨタ車両販売店で取扱う）
- ランドクルーザー◇
- ランドクルーザープラド◇
- ハイラックス☆
- RAV4◎（2020年4月30日まではカローラ店・ネッツ店での取扱）
- C-HR（全てのトヨタ車両販売店で取扱う）
- ヤリスクロス
- カローラクロス
- Bz4x
- ライズ（2代目ダイハツ・ロッキーのOEM、全てのトヨタ車両販売店で扱う）
- コペン GR SPORT（2代目ダイハツ・コペンのOEM、OEM元と同じ車種名だがトヨタブランドでは「GR SPORT」のみ、全てのトヨタ車両販売店で扱う）
- ピクシスジョイ◎（ダイハツ・キャストのOEM）
- ピクシスエポック◎（ダイハツ・ミライースのOEM）
- コースター◇
- ジャパンタクシー×（トヨペット店と併売）
- ダイナ◇
- ハイエース◎（2020年4月30日までは大阪トヨタのみの取扱で、大阪地区以外の地域はトヨペット店の専売だった）
- タウンエース◎（ダイハツ・グランマックスのOEMでインドネシア製、2020年4月30日まではカローラ店の専売だった）
- プロボックス◎（2020年4月30日まではカローラ店の専売だった）
- ピクシスバン◎（ダイハツ・ハイゼットカーゴのOEM）
- ピクシストラック◎（ダイハツ・ハイゼットトラックのOEM）

※ハイメディック、トヨタ救急車は大阪トヨペットで取り扱う。

## 過去の取り扱い車種
- セルシオ
- ソアラ
- ブレビス
- SAI
- クラウンエステート
- キャバリエ
- アリオン
- プレミオ
- ブレイド
- カリーナ
- カリーナED
- カルディナ
- ガイア
- アイシス
- エスティマ
- イプサム（1998年4月まで）
- エスクァイア
- プリウスα
- タンク
- ハイラックスサーフ
- トヨエース

## その他
大阪地区では2006年の社名変更までトヨタ店とトヨペット店の取り扱い車種が逆転した形で販売されていた。これは1950年代のトヨペット店新設・分派の際、トヨタ店がクラウン乗用車を、トヨペット店がクラウンの商業車「マスターライン」を扱う「たすき掛け方式」販売に逆行し、旧・大阪トヨタの社長が堅牢でタクシー車として人気のあったマスターラインに執着し同車の販売権を獲得。逆に新設のトヨペット店（旧・豊国自動車）が本来はトヨタ店の扱うクラウン乗用車の販売権を獲得したことに由来する。その後、販売実態に合わせる形で双方が社名を交換することで逆転状態は解消された。